# Катарина Друга
„Катарина Друга” је југословенски ТВ филм из 1987. године. Режирао га је Даниел Марушић а сценарио је написао Феђа Шеховић.

## Улоге
| Глумац           | Улога |
| ---------------- | ----- |
| Вања Драх        |       |
| Јосип Генда      |       |
| Ратко Главина    |       |
| Златко Ожболт    |       |
| Звонимир Зоричић |       |